# Bajh Kanda
Bajh Kanda – gaun wikas samiti w zachodniej części Nepalu w strefie Rapti w dystrykcie Salyan. Według nepalskiego spisu powszechnego z 2011 roku liczył on 585 gospodarstw domowych i 3174 mieszkańców (1670 kobiet i 1504 mężczyzn).